# قيمة غذائية
القيمة الغذائية (بالإنجليزية: Nutritive value أو Nutritional value)‏ القيمة الفسيولوجية (الحيوية) لغذاء معتمدة على كمية ما يحتويه الغذاء من مواد مفيدة لجسم الإنسان ونسب تلك المكونات، ليس للقيمة الغذائية وحدة يعرف بها، حيث ان القيمة الغذائية تعتمد على وجود مواد معينة في الغذاء وطريقة إعدادة وطبخه وقدرة الجسم على الاستفادة منها، كما يلعب التنويع والخلط بأنواع مختلفة من الخضروات والفاكهة والبروتينات والدهون العوامل المؤثرة على القيمة الغذائية.
الجزء الأساسي من القيمة الغذائية يكمن في الأربعة مواد الرئيسية المسماة عناصر غذائية كبيرة : كربوهيدرات ودهون وبروتينات وما ينتج عند هضمهم من طاقة حرارية، بالإضافة إلى ذلك تأتي ما يسمى مغذي أصغر وهي توجد في الغذاء بكميات صغيرة ويحتاج منها الجسم كميات صغيرة أيضا، مثل فيتامينات وأملاح معدنية و مواد نباتية ثانوية تسمى بوليفينولات.

## تصنيف
القيمة الغذائية تصف الطاقة المستفاد منها في الجسم وهي تقاس بحسب كمية الحرارة (الطاقة) التي يكتسبها الجسم منها . وتقاس الطاقة الحرارية الكامنة في غذاء بوحدة «كيلو جول» / 100 جرام من الغذاء . وتسمى تلك الوحدة أحيانا سعرة أو كيلو كالوري .
وتشمل تعريف القيمة الغذائية أيضا خواصا أخرى مثل المواد المكوّنة للغذاء، كمياتها ونسبها . وتقاس تلك تلك المكونات بوحدة جرام أو ميليجرام.

### أمثـــلة
تعامل الدهون بحسب احتوائها على دهنيات مشبعة أو غير مشبعة بحسب فاعليتها الفيسيولوجية لجسم الإنسان، كما تقيم جودة البروتينات بحسب نسبة احتوائها على حمض أميني الضروري، والقيمة التي يعطيها البروتين تتعلق بمدى قدرة الجسم على الاستفادة من البروتين في عملية بناء الجسم . من المواد التي لا تزال تحت الفحص والاختبار ما يسمى مواد نباتية ثانوية، ويحصل الجسم عليها من غذائه من خضروات وفاكهة وبقوليات، ويبدو أن فاعلية تلك المواد للجسم مفيدة للغاية ويعلق عليها علماء التغذية أمالا كبيرة في المستقبل.